# Výstava francouzských průmyslových výrobků
Výstava francouzských průmyslových výrobků (francouzsky Exposition des produits de l'industrie française) byla veřejná akce pořádaná v Paříži v letech 1798-1849 s cílem nabídnout přehled produkce různých průmyslových odvětví. Výstava inspirovala první světovou výstavu v roce 1851.

## Dějiny
První výstava se konala v roce 1798 na Champ-de-Mars z iniciativy ministra vnitra Nicolase Françoise de Neufchâteau a měla oficiální název Veřejná výstava francouzských průmyslových výrobků (Exposition publique des produits de l'industrie française). Po dobu tří dnů zde vystavovalo 110 výrobců. Druhá výstava byla uspořádána v roce 1801 na Cour carrée v Louvru. Po výstavě v roce 1802 a výstavě v roce 1806 se pátý ročník uskutečnil až v roce 1819.
Poslední, 11. výstava se uskutečnila v roce 1849. Trvala 60 dní v červnu a červenci na Champs-Élysées a zúčastnilo se jí 4532 vystavovatelů.